# Jocs Esportius Centre-americans
|  | No s'ha de confondre amb Jocs Centreamericans i del Carib. |

Els Jocs Esportius Centre-americans, en espanyol Juegos Deportivos Centroamericanos, són una competició multi-esportiva que enfronta cada quatre anys a participants de tots els països d'Amèrica Central. Són organitzats per l'Organització Esportiva Centre-americana (ORDECA). No s'han de confondre amb els Jocs Centre-americans i del Carib, que van començar el 1926 amb la denominació de Jocs Centre-americans.

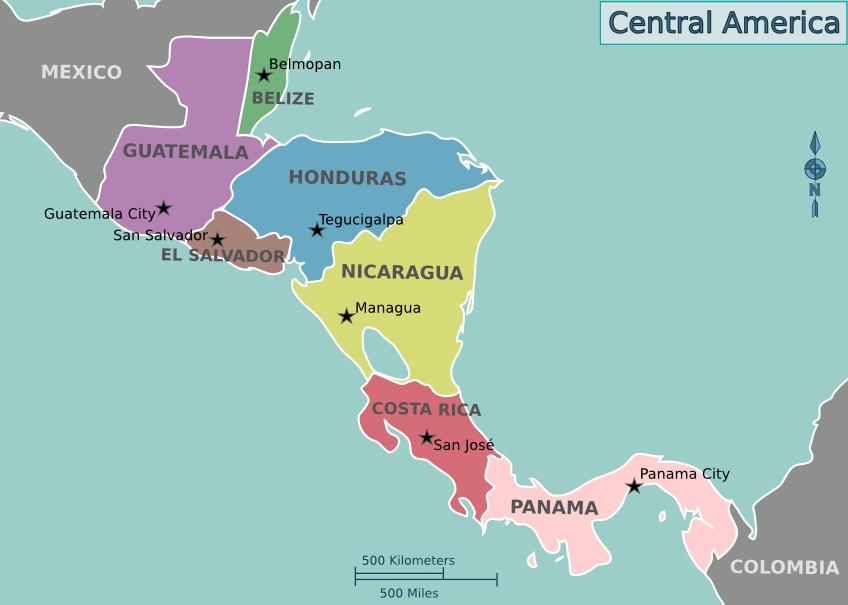
Països participants.

Els Jocs han tingut un equivalent a la Flama Olímpica, la qual és encesa a Q'umarkaj, un antic centre cultural maia, situat a El Quiché, Guatemala.

## Edicions
| Edició | Any  | Seu                 | Països             | Esports            | Esportistes        | Líder Medaller     |
| ------ | ---- | ------------------- | ------------------ | ------------------ | ------------------ | ------------------ |
| I      | 1973 | Ciutat de Guatemala | 6                  | 16                 | 966                | Panamà             |
| II     | 1977 | San Salvador        | 5                  | 18                 | 1282               | Panamà             |
| III    | 1986 | Ciutat de Guatemala | 5                  | 20                 | 1320               | Guatemala          |
| IV     | 1990 | Tegucigalpa         | 6                  | 22                 | 2082               | Guatemala          |
| V      | 1994 | San Salvador        | 7                  | 27                 | 2112               | El Salvador        |
| VI     | 1997 | San Pedro Sula      | 7                  | 25                 | 2290               | El Salvador        |
| VII    | 2001 | Ciutat de Guatemala | 7                  | 29                 | 2182               | Guatemala          |
| VIII   | 2006 | Managua             | 6                  | 19                 | 1095               | Guatemala          |
| IX     | 2010 | Ciutat de Panamà    | 6                  | 23                 | 1739               | El Salvador        |
| X      | 2013 | San José            | 7                  | 26                 | 2738               | Guatemala          |
| XI     | 2017 | Managua             | 7                  | 27                 | 3500               | Guatemala          |
| XII    | 2022 | Santa Tecla         | Edició cancel·lada | Edició cancel·lada | Edició cancel·lada | Edició cancel·lada |
| XII    | 2025 |                     |                    |                    |                    |                    |

1. ↑  També es van disputar proves a Panamà, Costa Rica, Guatemala i Hondures.
2. ↑  També es van disputar proves a San Salvador.
3. ↑  Inicialment s'havien de disputar a la ciutat de Santa Tecla l'any 2021, però els problemes de la pandèmia de la COVID-19 provocaren la seva cancel·lació.